# محمد القرعي
محمد القرعي (بالإنجليزية: Mohammed Al-Qaree)‏ (11 مايو 1988 - ) رياضي من السعودية يشارك في فعاليات رياضية مركبة. فاز بميداليات متعددة على المستوى الإقليمي. وهو حاصل حاليًا على أرقام وطنية قياسية في العشاري والسباعي.

## المسابقات الدولية
| العام         | المسابقة                                                                       | المكان              | المركز        | حدث           | ملاحظة                                         |
| يمثل السعودية | يمثل السعودية                                                                  | يمثل السعودية       | يمثل السعودية | يمثل السعودية | يمثل السعودية                                  |
| ------------- | ------------------------------------------------------------------------------ | ------------------- | ------------- | ------------- | ---------------------------------------------- |
| 2004          | بطولة الشباب العربي لألعاب القوى                                               | الرباط              | 1st           | الأوكتاثلون   | 5700 pts                                       |
| 2005          | بطولة العالم للشباب لألعاب القوى 2005                                          | مراكش               | –             | الأوكتاثلون   | DNF                                            |
| 2006          | بطولة آسيا للشباب لألعاب القوى                                                 | ماكاو               | 3rd           | العشاري       | 6564 pts                                       |
| 2007          | البطولة العربية لألعاب القوى 2007                                              | عمان (مدينة)        | 1st           | العشاري       | 7366 pts                                       |
| 2009          | البطولة العربية لألعاب القوى 2009                                              | دمشق                | 1st           | العشاري       | 7642 pts                                       |
| 2009          | ألعاب القوى الداخلية في دورة الألعاب الآسيوية                                  | هانوي               | 1st           | السباعي       | 5791 pts                                       |
| 2010          | ألعاب القوى في دورة الألعاب الآسيوية 2010                                      | غوانزو              | –             | العشاري       | DNF                                            |
| 2011          | بطولة آسيا لألعاب القوى 2011                                                   | كوبه                | –             | العشاري       | بطولة آسيا لألعاب القوى 2011 – رجال عشاري ‏     |
| 2011          | البطولة العربية لألعاب القوى 2011                                              | العين (أبوظبي)      | 1st           | العشاري       | 7498 pts                                       |
| 2011          | ألعاب القوى في دورة الألعاب العربية                                            | الدوحة              | 1st           | العشاري       | نتائج ألعاب القوى في دورة الألعاب العربية 2011 |
| 2013          | البطولة العربية لألعاب القوى 2013                                              | الدوحة              | –             | العشاري       | DNF                                            |
| 2015          | البطولة العربية لألعاب القوى 2015                                              | مدينة عيسى، البحرين | 1st           | العشاري       | 7572 pts                                       |
| 2016          | بطولة آسيا لألعاب القوى الداخلية                                               | الدوحة              | 5th           | السباعي       | 5579 pts                                       |
| 2017          | ألعاب القوى الداخلية في دورة الألعاب الآسيوية للرياضات القتالية والآسيوية 2017 | عشق آباد            | 1st           | السباعي       | 5343 pts                                       |
| 2018          | ألعاب القوى في دورة الألعاب الآسيوية                                           | جاكرتا              | –             | العشاري       | DNF                                            |

## أفضل المراتب الشخصية
| خارجية - 100 متر – 10.61 (القطيف 2015) - 400 متر – 49.36 (المنامة 2015) - 1500 متر – 5:28.42 (المنامة 2015) - 110 متر حواجز – 14.51 (القطيف 2015) - 400 متر حواجز – 52.42 (مكة 2009) - قفز عالي – 2.00 (غوانزو 2010) - قفز بالزانة – 4.50 (الرياض 2013) - قفز طويل – 7.42 (0.0 m/s, مكة 2011) - دفع الثقل – 12.97 (المنامة 2015) - رمي القرص – 37.01 (المنامة 2015) - رمي الرمح – 54.11 (المنامة 2015) - العشاري – 7642 (دمشق 2009) | داخلية - 60 متر – 6.84 (هانوي 2009) - 1000 متر – 2:52.04 (هانوي 2009) - 60 متر حواجز – 8.08 (الدوحة 2016) - قفز عالي – 2.06 (هانوي 2009) - قفز بالزانة – 4.40 (هانوي 2009) - قفز طويل – 7.35 (هانوي 2009) - دفع الثقل – 13.32 (الدوحة 2016) - السباعي – 5791 (هانوي 2009) |

## روابط خارجية
- محمد القرعي على موقع الاتحاد الدولي لألعاب القوى (الإنجليزية)